# Ingetorp en Tolleröd
Ingetorp en Tolleröd (Zweeds: Ingetorp och Tolleröd) is een småort in de gemeente Kungälv in het landschap Bohuslän en de provincie Västra Götalands län in Zweden. Het småort heeft 119 inwoners (2005) en een oppervlakte van 20 hectare. Eigenlijk bestaat het småort uit twee plaatsen: Ingetorp en Tolleröd.